# McVille (Dakota del Norte)
McVille es una ciudad ubicada en el condado de Nelson en el estado estadounidense de Dakota del Norte. En el censo de 2010 tenía una población de 349 habitantes y una densidad poblacional de 89,53 personas por km².

## Geografía
McVille se encuentra ubicada en las coordenadas 47°45′54″N 98°10′32″O / 47.76500, -98.17556. Según la Oficina del Censo de los Estados Unidos, McVille tiene una superficie total de 3.9 km², de la cual 3.73 km² corresponden a tierra firme y (4.32%) 0.17 km² es agua.

## Demografía
Según el censo de 2010, había 349 personas residiendo en McVille. La densidad de población era de 89,53 hab./km². De los 349 habitantes, McVille estaba compuesto por el 98.28% blancos, el 0.29% eran afroamericanos, el 0% eran amerindios, el 0% eran asiáticos, el 0% eran isleños del Pacífico, el 0% eran de otras razas y el 1.43% pertenecían a dos o más razas. Del total de la población el 0.29% eran hispanos o latinos de cualquier raza.